# Folclore coreográfico rumano

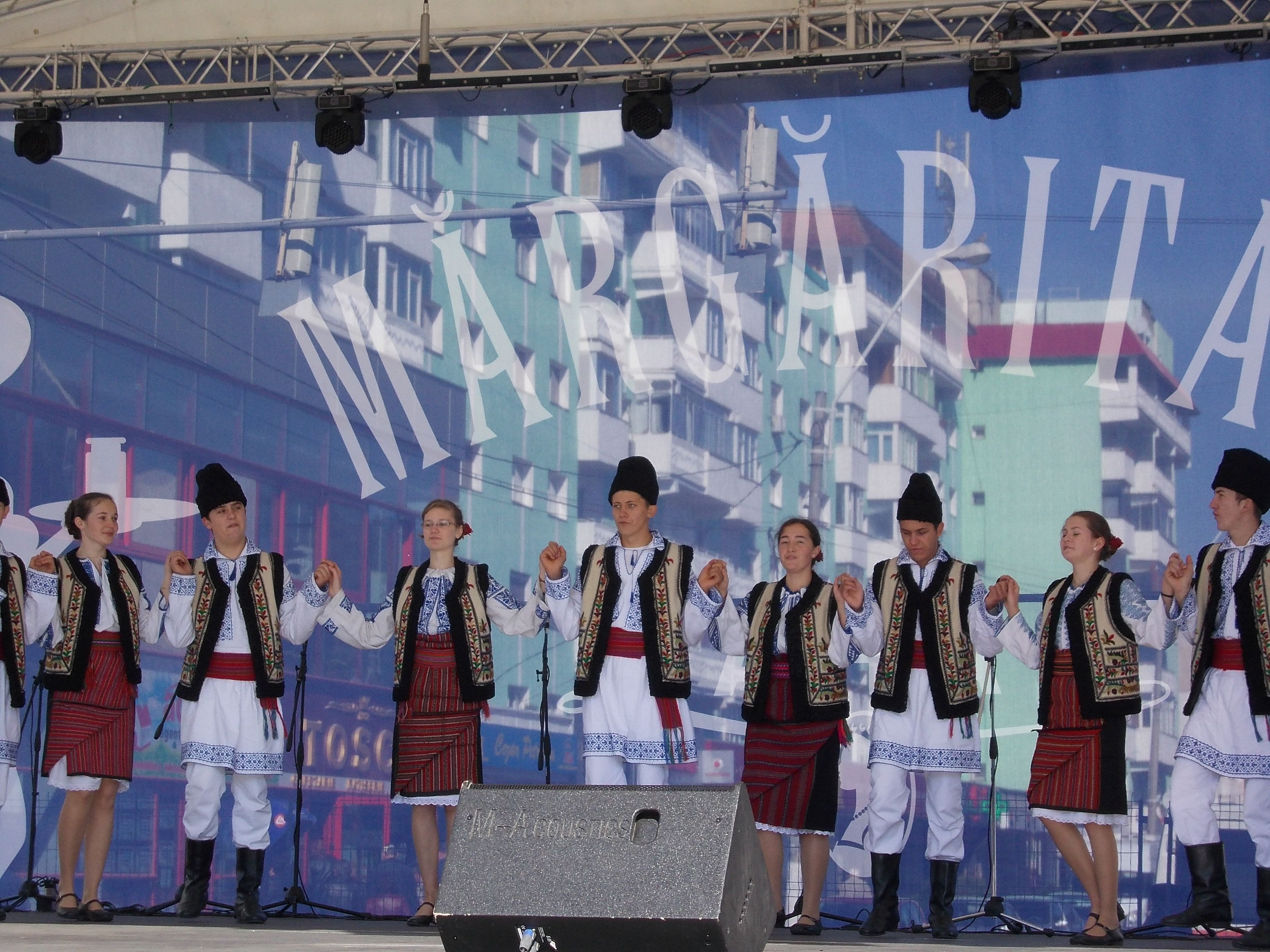
Baile popular de Rumanía

El folclore coreográfico rumano (identificado también como el "baile folclore rumano" o en plural, los "bailes populares rumanos" o “juegos populares rumanos”) alude a todas las manifestaciones referidas al baile producidas en la cultura espiritual popular entre los rumanos. El fuerte sincretismo del folclore rumano en general determina una relación de independencia entre el baile popular y la música (además, al mismo tiempo que con el texto literario cantado). El baile folclórico no puede ser concebido sin la pareja música-texto, ambas asegurando el ritmo característico y temático, por la cual los investigadores deducen la funcionalidad del baile (ritual que también está relacionado con la importancia del respectivo contexto).
El carácter sincrético del folclore puede verse también en otros pueblos (un estudio comparativo sería útil para observar la diferencia de contextos con respecto al baile de los rumanos y el de otras naciones vecinas), pero en muchos casos la interrelación entre los tres tipos de folclore es poco fiel o simplificada. El oeste europeo da lugar a muchos cultos donde el baile es suficiente con música sin texto (instrumental) y en el mundo existen culturas donde el baile está acompañado solo de cantos o recitaciones rituales. Este tipo de casos también se dan en el folclore rumano, generalmente corresponde a la relación completa (texto-música-baile).
La escuela rumana folclorista ha debutado en el siglo XIX y ha estudiado en primer lugar, antes de la imposición de un método científico (principios del siglo XX)
- Datos: Q3576930